# Anton Viktor von Felgel-Farnholz
Anton Viktor Felgel, seit 1905 Ritter von Farnholz (auch Anton Victor von Felgel-Farnholz; * 20. Juli 1845 in Wien; † 22. Mai 1930 ebenda), war ein österreichischer Archivar. 

## Leben
Felgel studierte zunächst Rechtswissenschaft an der Universität Wien. 1865 trat er in den Dienst des Geheimen Haus-, Hof- und Staatsarchivs in Wien. Dort wurde er 1886 Archivar. 1897 stieg er zum Sektionsrat und Vizedirektor des Archivs auf. Neben seinem Dienst im Archiv war er von 1884 bis 1888 beauftragt, dem Erzherzog Ferdinand Karl von Österreich Geschichtsunterricht zu erteilen. Ab 1891 erteilte er dem Erzherzog Ludwig Viktor von Österreich Unterricht in Staatsrecht. 1905 wurde er in den Ruhestand versetzt und in diesem Zug mit dem Prädikat Ritter von Farnholz in den Adelstand erhoben.
Felgel machte sich außerdem durch seine Tätigkeit im Verein für Landeskunde von Niederösterreich verdient, dessen Vizepräsident er von 1907 bis 1925 und dessen Präsident er von 1925 bis zu seinem Tod war. Er hatte durch seine Tätigkeit in diesem Verein auch auf die Gründung und die Ausgestaltung des Niederösterreichischen Landesmuseums erheblichen Einfluss genommen. Außerdem war er im Alterthumsverein zu Wien (heute Verein für Geschichte der Stadt Wien) engagiert und dort von 1891 bis 1918 Ausschussmitglied.
Felgel war Autor für die Topographie von Niederösterreich sowie die Allgemeine Deutsche Biographie. Er publizierte darüber hinaus im Fremden-Blatt sowie in der Wiener Abendpost.
Sein Sohn Eugen Felgel (1877–1943) war Baumeister und Architekt.

## Werke (Auswahl)
- mit Josef Lampel: Das Urkundenbuch des aufgehobenen Chorherrenstiftes St. Pölten, Seidel und Sohn, Wien 1891.
- Geschichtsunterricht im österreichischen Kaiserhause. Persönliche Erinnerungen, Wien 1929.